# Función lineal

Función lineal.

En geometría analítica y álgebra elemental, una función lineal es una función polinómica de primer grado. Se le llama lineal dado que su representación en el plano cartesiano es una línea recta. Esta función se puede escribir como:
{\displaystyle f(x)=mx+b}
donde {\displaystyle m} y {\displaystyle b} son constantes reales y {\displaystyle x} es una variable real. La constante {\displaystyle m} determina la pendiente o inclinación de la recta, y la constante {\displaystyle b} determina el punto de corte de la recta con el eje vertical {\displaystyle y.}
Sin embargo, no se trata de un aplicación lineal en el sentido del álgebra lineal, sino de un aplicación afín, ya que generalmente no se cumple la condición de linealidad. Por lo tanto, también se denomina función lineal afín. Una aplicación lineal o función lineal en el sentido del álgebra lineal sólo se da en el caso especial de {\displaystyle b=0}, es decir, que es de la forma {\displaystyle f(x)=mx}. Este tipo de funciones también se denominan funcion lineal homogénea o de proporcionalidad. Siguiendo este término, la función para el caso {\displaystyle \ b\neq 0} también se denomina función lineal general o función lineal no homogénea. En este artículo, se mantiene el término función lineal porque se utiliza frecuentemente.

## Ejemplo

Dos rectas y su ecuaciones en coordenadas cartesianas.

Una función lineal de una única variable dependiente {\displaystyle x} es de la forma:
{\displaystyle y=mx+b}
que se conoce como ecuación de la recta en el plano lineal {\displaystyle x}, {\displaystyle y}. Este función está determinada de una variable (normalmente esta variable se denota con {\displaystyle x}), que puede ser escrita como la suma de términos de la forma {\displaystyle ax^{n}}(donde {\displaystyle a} es un número real y {\displaystyle n\in \{0,1\}} es un número natural; es decir, {\displaystyle n} solo puede ser 0 o 1).
En la figura se ven tres rectas, que corresponden a las ecuaciones lineales siguientes:
{\displaystyle y=0,5x+2}
en esta recta el parámetro {\displaystyle m} es igual a {\displaystyle {\frac {1}{2}}} (corresponde al valor de la pendiente de la recta), es decir, cuando aumentamos {\displaystyle x} en una unidad entonces {\displaystyle y} aumenta en {\displaystyle {\frac {1}{2}}} unidad, el valor de {\displaystyle b} es 2, luego la recta corta el eje {\displaystyle y} en el punto {\displaystyle y=2}.
En la ecuación:
{\displaystyle y=-x+5}
la pendiente de la recta es el eje {\displaystyle m=-1}, es decir, cuando el valor de {\displaystyle x} aumenta en una unidad, el valor de {\displaystyle y} disminuye en una unidad; el corte con el eje {\displaystyle y} es en {\displaystyle y=5}, dado que el valor de {\displaystyle b=5}.
En una recta el valor de {\displaystyle m} corresponde a la tangente del ángulo {\displaystyle \theta } de inclinación de la recta con el eje de las abscisas (eje {\displaystyle x}) a través de la expresión:
{\displaystyle m=\tan \theta }

## Funciones lineales de diversas variables
Las funciones lineales de diversas variables admiten también interpretaciones geométricas. Así una función lineal de dos variables de la forma
{\displaystyle f(x,y)=a_{1}x+a_{2}y}
Representa un plano y una función
{\displaystyle f(x_{1},x_{2},\dots ,x_{n})=a_{1}x_{1}+a_{2}x_{2}+\dots +a_{n}x_{n}}
Representa una hipersuperficie plana de dimensión n y pasa por el origen de coordenadas en un espacio (n + 1)-dimensional.